# (1038) Tuckia
(1038) Tuckia ist ein Asteroid der Hilda-Familie und damit des äußersten Hauptgürtels.
Die Bestimmung der Rotationsperiode des Asteroiden aufgrund seiner Helligkeitskurve gestaltet sich schwierig. Dahlgren et al. bestimmten 1998 als wahrscheinlichste Lösung eine Periode von (23,2 ± 0,2) h bei einer sehr geringen Amplitude von 0,1 mag, wobei sie darauf hinwiesen, dass andere Lösungen denkbar sind. Warner und Stevens gaben als Resultat einer Analyse aus dem Jahr 2019 mögliche Rotationsperioden von 18,0 h oder aber 14,4 h an.
Der Asteroid wurde am 24. November 1924 von Max Wolf entdeckt und später nach den Gönnern Edward Tuck und seiner Gattin benannt.